# Ri Se-gwang
Ri Se-gwang (kor. 리세광; ur. 21 stycznia 1985 w Hamgyŏngu Południowym) – północnokoreański gimnastyk, złoty medalista igrzysk olimpijskich, trzykrotny mistrz świata, złoty medalista igrzysk azjatyckich, trzykrotny mistrz Azji, srebrny i brązowy medalista uniwersjady.

## Igrzyska olimpijskie
Na igrzyskach olimpijskich w Rio de Janeiro zdobył złoty medal w skokach. W finale pokonał Rosjanina Denisa Abliazina 0,175 punktu i Japończyka Kenzō Shiraia o 0,242.